# Ormsjön (Åsele socken, Lappland)
Ormsjön är en sjö i Åsele kommun i Lappland och ingår i Gideälvens huvudavrinningsområde. Sjön har en area på 0,569 kvadratkilometer och ligger 329 meter över havet.

## Delavrinningsområde
Ormsjön ingår i det delavrinningsområde (713099-160110) som SMHI kallar för Inloppet i Bracksjön. Medelhöjden är 383 meter över havet och ytan är 12,87 kvadratkilometer. Det finns inga avrinningsområden uppströms utan avrinningsområdet är högsta punkten. Vattendraget som avvattnar avrinningsområdet har biflödesordning 4, vilket innebär att vattnet flödar genom totalt 4 vattendrag innan det når havet efter 155 kilometer. Avrinningsområdet består mestadels av skog (82 procent). Avrinningsområdet har 0,57 kvadratkilometer vattenytor vilket ger det en sjöprocent på 4,4 procent.